# Крокос
Крокос, още Гоблица или Говлища (на гръцки: Κρόκος, до 1927 година Γκόβλιτσα, Говлица), е паланка в Гърция, в дем Кожани, област Западна Македония.

## География
Крокос е разположено на 600 m надморска височина, южно от Кожани.

## История

### В Османската империя
В 1528 година Гоблица има 78 домакинства с 351 жители.
В края на ХІХ век Гоблица е гръцко християнско село в югозападната част на Кожанската каза на Османската империя.
Александър Синве (Les Grecs de l’Empire Ottoman. Etude Statistique et Ethnographique), който се основава на гръцки данни, в 1878 година пише, че в Гоплица (Goplitza) живеят 498 гърци.
Според статистиката на Васил Кънчов („Македония. Етнография и статистика“) през 1900 година в Гоблица има 372 гърци.
На Етнографската карта на Битолския вилает на Картографския институт в София от 1901 година Гоблица е чисто гръцко село в Кожанската каза на Серфидженския санджак с 66 къщи.
Според статистика на Серфидженския санджак на гръцкото консулство в Еласона от 1904 година в Гоблица (Γκόμπλιτσα), Кожанска каза, живеят 400 гърци елинофони християни.
По данни на секретаря на Българската екзархия Димитър Мишев (La Macédoine et sa Population Chrétienne) в 1905 година в Гоглица (Goglitza) има 330 гърци.

### В Гърция
През Балканската война в 1912 година в селото влизат гръцки части и след Междусъюзническата в 1927 година Гоблица остава в Гърция. През 1927 година името на селото е сменено на Крокос.
Населението традиционно произвежда жито, тютюн и други земеделски продукти, като се занимава и със скотовъдство.
| Година    | 1913 | 1920 | 1928 | 1940 | 1951 | 1961 | 1971 | 1981 | 1991 | 2001 | 2011 | 2021 |
| --------- | ---- | ---- | ---- | ---- | ---- | ---- | ---- | ---- | ---- | ---- | ---- | ---- |
| Население | 992  | 1005 | 1132 | 1543 | 1847 | 2118 | 1951 | 2469 | 2780 | 2946 | 2977 | 2687 |

## Личности
Родени в Крокос
- Йоаким Люляс (1919 – 1943), гръцки духовник